# Rafał Wencek
Rafał Wencek (ur. 22 listopada 1968, zm. 20 października 2017) – polski piłkarz grający na pozycji pomocnika.
W latach 1989–1990 jako zawodnik Zagłębia Sosnowiec rozegrał na pozycji pomocnika, 39 meczów w ramach najwyższej klasy rozgrywkowej i strzelił w nich dwa gole.